# Luigi Antonio Guerra
Luigi Antonio Guerra (...) è un attore italiano.
Prese parte a circa 143 pellicole, tra il 1968 e il 1976 (record assoluto).

## Biografia
Diplomatosi presso il Centro sperimentale di cinematografia nel 1969, fa parte del gruppo di attori c.s.c. (Carla Mancini, Rosita Toros, Lorenzo Piani, Vittorio Fanfoni, Gianni Pulone), che appaiono in numerosi film degli anni settanta (spaghetti-western, musicarelli, commedia all'italiana, commedie boccacesche, gialli e polizieschi), solitamente in ruoli secondari o come comparsa. Da ricordare la sua partecipazione in Il profumo della signora in nero di Francesco Barilli.

## Filmografia
- Partner, regia di Bernardo Bertolucci (1968)
- Tabula rasa, regia di Gianpaolo Capovilla (1968)

- La sua giornata di gloria, regia di Edoardo Bruno (1969)
- Metello, regia di Mauro Bolognini (1970)
- Il conformista, regia di Bernardo Bertolucci (1970)
- Bubù, regia di Mauro Bolognini (1971)
- Una lucertola con la pelle di donna, regia di Lucio Fulci (1971)
- Giornata nera per l'ariete, regia di Luigi Bazzoni (1971)
- Bello, onesto, emigrato Australia sposerebbe compaesana illibata, regia di Luigi Zampa (1971)
- Viva la muerte... tua!, regia di Duccio Tessari (1971) - non accreditato
- Mio caro assassino, regia di Tonino Valerii (1972)
- Milano calibro 9, regia di Fernando Di Leo (1972) – non accreditato
- Decameron nº 2 - Le altre novelle del Boccaccio, regia di Mino Guerrini (1972)
- Abuso di potere, regia di Luigi Bazzoni (1972)
- Don Camillo e i giovani d'oggi, regia di Mario Camerini (1972)
- Colpo grosso... grossissimo... anzi probabile, regia di Tonino Ricci (1972)
- Il vero e il falso, regia di Eriprando Visconti (1972)
- La cagna (Liza), regia di Marco Ferreri (1972)
- Il sorriso della iena, regia di Silvio Amadio (1972)
- Chi l'ha vista morire?, regia di Aldo Lado (1972)
- I due figli dei Trinità, regia di Osvaldo Civirani (1972)
- Quando le donne si chiamavano madonne, regia di Aldo Grimaldi (1972)
- Il West ti va stretto, amico... è arrivato Alleluja, regia di Giuliano Carnimeo (1972)
- ...e poi lo chiamarono il Magnifico, regia di Enzo Barboni (1972)
- Girolimoni, il mostro di Roma, regia di Damiano Damiani (1972)
- Meo Patacca, regia di Marcello Ciorciolini (1972)
- Rosina Fumo viene in città... per farsi il corredo, regia di Claudio Gora (1972)
- Lo chiameremo Andrea, regia di Vittorio De Sica (1972)
- Sbatti il mostro in prima pagina, regia di Marco Bellocchio (1972)
- La vita, a volte, è molto dura, vero Provvidenza?, regia di Giulio Petroni (1972)
- Il generale dorme in piedi, regia di Francesco Massaro (1972)
- Un uomo da rispettare, regia di Michele Lupo (1972)
- Come fu che Masuccio Salernitano, fuggendo con le brache in mano, riuscì a conservarlo sano, regia di Silvio Amadio (1972)
- Decameron nº 4 - Le belle novelle del Boccaccio, regia di Paolo Bianchini (1972)
- Finalmente... le mille e una notte, regia di Antonio Margheriti (1972)
- Frankenstein '80, regia di Mario Mancini (1972)
- Il ritorno di Clint il solitario, regia di Alfonso Balcázar (1972)
- Afyon - Oppio, regia di Ferdinando Baldi (1972)
- Il grande duello, regia di Giancarlo Santi (1972)
- Confessioni segrete di un convento di clausura..., regia di Luigi Batzella (1972)
- Quant'è bella la Bernarda, tutta nera, tutta calda, regia di Lucio Dandolo (1972)
- Fiorina la vacca, regia di Vittorio De Sisti (1972)
- Le mille e una notte... e un'altra ancora!, regia di Enrico Bomba (1972)
- Teresa la ladra, regia di Carlo Di Palma (1973)
- La schiava io ce l'ho e tu no, regia di Giorgio Capitani (1973)
- Una vita lunga un giorno, regia di Ferdinando Baldi (1973)
- Tutti figli di Mammasantissima, regia di Alfio Caltabiano (1973)
- Il sergente Rompiglioni, regia di Giuliano Biagetti (1973)
- Il mio nome è Shangai Joe, regia di Mario Caiano (1973)
- I racconti di Viterbury - Le più allegre storie del '300, regia di Mario Caiano (1973)
- Quando l'amore è sensualità, regia di Vittorio De Sisti (1973)
- Polvere di stelle, regia di Alberto Sordi (1973)
- Patroclooo!... e il soldato Camillone, grande grosso e frescone, regia di Mariano Laurenti (1973)
- Pasqualino Cammarata... capitano di fregata, regia di Mario Amendola (1973)
- Paolo il caldo, regia di  Marco Vicario (1973)
- La padrina, regia di Giuseppe Vari (1973)
- L'onorata famiglia - Uccidere è cosa nostra, regia di Tonino Ricci (1973)
- No. Il caso è felicemente risolto, regia di Vittorio Salerno (1973)
- Libera, amore mio!, regia di Mauro Bolognini (1973)
- Ku-Fu? Dalla Sicilia con furore, regia di Nando Cicero (1973)
- Io e lui, regia di Luciano Salce (1973)
- I guappi, regia di Pasquale Squitieri (1973)
- Eroi all'inferno, regia di Michael Wotruba (Aristide Massaccesi) (1973)
- ...e continuavano a mettere lo diavolo ne lo inferno, regia di Bitto Albertini (1973)
- Dio, sei proprio un padreterno!, regia di Michele Lupo (1973)
- Come fu che Masuccio Salernitano, fuggendo con le brache in mano, riuscì a conservarlo sano, regia di Silvio Amadio (1973)
- Il brigadiere Pasquale Zagaria ama la mamma e la polizia, regia di Mario Forges Davanzati (1973)
- Fuori uno... sotto un altro, arriva il Passatore, regia di Giuliano Carnimeo (1973)
- Le monache di Sant'Arcangelo, regia di Paolo Dominici (1973)
- Il boss, regia di Fernando Di Leo (1973)
- Milano rovente, regia di Umberto Lenzi (1973)
- Partirono preti, tornarono... curati, regia di Bianco Manini (1973)
- La mano nera, regia di Antonio Racioppi (1973)
- Anche gli angeli mangiano fagioli, regia di E.B. Clucher (1973)
- Film d'amore e d'anarchia - Ovvero "Stamattina alle 10 in via dei Fiori nella nota casa di tolleranza...", regia di Lina Wertmüller (1973)
- Primo tango a Roma - Storia d'amore e d'alchimia, regia di Vincent Thomas (1973)
- La proprietà non è più un furto, regia di Elio Petri (1973)
- Le Amazzoni - Donne d'amore e di guerra, regia di Alfonso Brescia (1973)
- Una breve vacanza, regia di Vittorio De Sica (1973)
- Ricco (1973)
- Un ufficiale non si arrende mai, nemmeno di fronte all'evidenza. Firmato Colonnello Buttiglione, regia di Mino Guerrini (1973)
- Il colonnello Buttiglione diventa generale, regia di Mino Guerrini (1973)
- L'ultima chance, regia di Maurizio Lucidi (1973)
- La seduzione, regia di Fernando Di Leo (1973)
- Ci risiamo, vero Provvidenza?, regia di Alberto De Martino (1973)
- Storia di una monaca di clausura, regia di Domenico Paolella (1973)
- La polizia sta a guardare, regia di Roberto Infascelli (1973)
- Giordano Bruno, regia di Giuliano Montaldo (1973)
- Il mio nome è Nessuno, regia di Tonino Valerii (1973)
- Le cinque giornate, regia di Dario Argento (1973)
- Zanna Bianca, regia di Lucio Fulci (1973)
- Oremus, Alleluia e Così Sia, regia di Alfio Caltabiano (1973)
- Il portiere di notte, regia di Liliana Cavani (1974)
- La vedova inconsolabile ringrazia quanti la consolarono, regia di Mariano Laurenti (1974)
- Il testimone deve tacere, regia di Giuseppe Rosati (1974)
- La svergognata, regia di Giuliano Biagetti (1974)
- La ragazzina, regia di Mario Imperoli (1974)
- La profanazione, regia di Tiziano Longo (1974)
- Processo per direttissima, regia di Lucio De Caro (1974)
- Prigione di donne, regia di Brunello Rondi (1974)
- La preda, regia di Domenico Paolella (1974)
- Il poliziotto è marcio, regia di Fernando Di Leo (1974)
- La polizia chiede aiuto, regia di Massimo Dallamano (1974)
- Piedino il questurino, regia di Franco Lo Cascio (1974)
- Innocenza e turbamento, regia di Massimo Dallamano (1974)
- Un fiocco nero per Deborah, regia di Marcello Andrei (1974)
- La faccia violenta di New York (One Way), regia di Jorge Darnell (1974)
- L'erotomane, regia di Marco Vicario (1974)
- Di mamma non ce n'è una sola, regia di Alfredo Giannetti (1974)
- Delitto d'amore, regia di Luigi Comencini (1974)
- Il corpo, regia di Luigi Scattini (1974)
- Il cittadino si ribella, regia di Enzo G. Castellari (1974)
- Cani arrabbiati, regia di Mario Bava (1974)
- Il bacio di una morta, regia di Carlo Infascelli (1974)
- Gli assassini sono nostri ospiti, regia di Vincenzo Rigo (1974)
- Abbasso tutti, viva noi, regia di Gino Mangini (1974)
- Brigitte, Laura, Ursula, Monica, Raquel, Litz, Maria, Florinda, Barbara, Claudia e Sofia, le chiamo tutte "anima mia", regia di Mauro Ivaldi (1974)
- Spasmo, regia di Umberto Lenzi (1974)
- Cartesius, regia di Roberto Rossellini (1974) (miniserie TV)
- Il profumo della signora in nero, regia di Francesco Barilli (1974)
- Mussolini ultimo atto, regia di Carlo Lizzani (1974)
- Flavia, la monaca musulmana, regia di Gianfranco Mingozzi (1974)
- Il fiore delle Mille e una notte, regia di Pier Paolo Pasolini (1974)
- L'assassino ha riservato nove poltrone, regia di Giuseppe Bennati (1974)
- Sesso in testa, regia di Sergio Ammirata (1974)
- Questa volta ti faccio ricco!, regia di Gianfranco Parolini (1974)
- Carambola, regia di Ferdinando Baldi (1974)
- La minorenne, regia di Silvio Amadio (1974)
- La pazienza ha un limite... noi no!, regia di Franco Ciferri (1974)
- Nuda per Satana, regia di Paolo Solvay (1974)
- L'ossessa, regia di Mario Gariazzo (1974)
- La mia grande avventura, regia di Angelo D'Alessandro – miniserie TV (1974)
- ...e così divennero i 3 supermen del West, regia di Italo Martinenghi (1974)
- Le orme, regia di Luigi Bazzoni (1974)
- Giubbe rosse, regia di Aristide Massaccesi (1975)
- Quant'è bella la Bernarda, tutta nera, tutta calda, regia di Lucio Dandolo (1975)
- L'assassino è costretto ad uccidere ancora, regia di Luigi Cozzi (1975)
- La mazurka del barone, della santa e del fico fiorone, regia di Pupi Avati (1975)
- La cognatina, regia di Sergio Bergonzelli (1975)
- La sensualità è... un attimo di vita, regia di Dante Marraccini (1975)
- I sette del gruppo selvaggio, regia di Gianni Crea (1975)
- Occhio alla vedova, regia di Sergio Pastore (1975)
- Perché si uccidono (La merde), regia di Mauro Macario (1975)
- Bruciati da cocente passione, regia di Giorgio Capitani (1976)